# Громобой и Быстроножка
«Громобой и Быстроножка» (англ. Thunderbolt and Lightfoot; неофициальные переводы названия — «Громобой и Быстроногий», «Громобой и Скороход», «Громила и Попрыгунчик») — американский кинофильм 1974 года.

## Сюжет
Ветеран войны в Корее, а в прошлом — грабитель банков по кличке Громобой встречает беспечного бродягу, бывшего хиппи по прозвищу Быстроножка и неожиданно берёт его себе в компаньоны. Громобой хочет разыскать спрятанные несколько лет назад награбленные деньги, не зная, что его прежние сообщники планируют то же самое.

## В ролях
| Актёр          | Роль        |
| -------------- | ----------- |
| Клинт Иствуд   | Громобой    |
| Джефф Бриджес  | Быстроножка |
| Джордж Кеннеди | Рэд Лири    |
| Джеффри Льюис  | Эдди Гуди   |
| Гэри Бьюзи     | Кудряшка    |
| Кэтрин Бах     | Мелоди      |